# Charles H. Rivkin

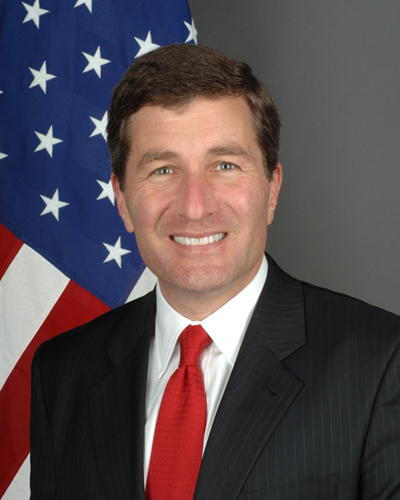
Charles Rivkin (2009)

Charles Hammerman Rivkin (* 6. April 1962 in London) ist ein US-amerikanischer Medienmanager und ehemaliger US-amerikanischer Diplomat.

## Leben
Rivkin war mehr als vier Jahre lang, von 2009 bis 2013, US-Botschafter in Frankreich und Monaco. Er wurde von Präsident Barack Obama entsandt und leitete die erste und eine der größten diplomatischen Missionen Amerikas, die sechs weitere konstituierende Posten in ganz Frankreich innehat und über 50 US-Regierungsbehörden und -sektionen vertritt. In dieser Funktion fungierte Rivkin auch als ständiger Beobachter der USA beim Europarat. Rivkin beendete seine Tätigkeit als Botschafter im November 2013.
Rivkin war von 2014 bis 2017 stellvertretender Staatssekretär für Wirtschafts- und Geschäftsangelegenheiten („Assistant Secretary of State for Economic and Business Affairs“) im US-Außenministerium. Rivkin wurde am 12. Februar 2014 vom US-Senat bestätigt und trat das Amt am folgenden Tag an, am 15. April 2014 wurde er vom US-Außenminister John Kerry öffentlich vereidigt. Rivkins Bestätigung war das erste Mal, dass ein US-Botschafter und ehemaliger CEO das Büro für Wirtschaft und Geschäftsangelegenheiten im US-Außenministerium leitete.
Rivkin ist Vorsitzender und Chief Executive Officer (CEO) der Motion Picture Association (MPA), einem Zusammenschluss der führenden Filmstudios der Vereinigten Staaten.